# Kazimierz Grudziński
Kazimierz Andrzej Grudziński herbu Grzymała (zm. w 1705 roku) – kasztelan brzeskokujawski w latach 1687–1699, chorąży bełski w 1662 roku, starosta baliński i bolimowski.
Trzeci syn Andrzeja (zm. 1648), wojewody rawskiego i Anny Gembickiej, córki ekonoma malborskiego. Wnuk Zygmunta (zm. 1618), wojewody rawskiego. Ożenił się z wdową po Krzysztofie Koniecpolskiem, wojewodzie bełskim.
Był posłem sejmiku województwa sieradzkiego do króla w 1669 roku. Karierę rozpoczął jako chorąży bełski i starosta baliński w 1662 roku. Rotmistrzem królewskim został w 1664.  Zerwał sejm zwyczajny 1672 roku.  Poseł sejmiku podolskiego na sejm koronacyjny 1676 roku, poseł sejmiku sieradzkiego na sejm 1678/1679 roku, sejm 1681 roku, sejm 1685 roku. Poseł województw kujawskich do króla w 1688 roku. 
Po zerwanym sejmie konwokacyjnym 1696 roku przystąpił 28 września 1696 roku do konfederacji generalnej. 5 lipca 1697 roku podpisał w Warszawie obwieszczenie do poparcia wolnej elekcji, które zwoływało szlachtę na zjazd w obronie naruszonych praw Rzeczypospolitej. 